# Terre d'Erik le Rouge
La Terre d’Erik le Rouge (en norvégien Eirik-Raudes-Land) est une partie de la côte du Groenland occupée par la Norvège du 27 juin 1931 au 5 avril 1933. Elle tire son nom, donné par le gouvernement norvégien, d’Erik le Rouge, fondateur des premiers établissements norvégiens au Groenland au Xe siècle. La Cour permanente de justice internationale s’est prononcée, dans un litige opposant le Danemark et la Norvège, contre cette dernière, et le pays a en conséquence abandonné ses revendications territoriales.

## Origines de la revendication
Le premier établissement européen au Groenland a été réalisé par des colons norvégiens originaires d’Islande aux alentours de l’an mil. Deux camps norvégiens principaux existaient alors au Groenland, mais ceux-ci étaient situés sur la côte sud-ouest de l’île, bien loin de la zone appelée à devenir la Terre d’Erik le Rouge. Vers 1260, les colons norvégiens reconnurent le roi de Norvège comme leur suzerain. Après que la Norvège passa sous domination danoise, du Moyen Âge à 1814, plusieurs documents officiels rappelèrent que le Groenland faisait partie de la Norvège. Cependant, le contact avec les colonies s’amenuisa pour disparaître à la fin du Moyen Âge et les dernières populations de souche norvégienne au Groenland disparurent au début du XVIe siècle.
Plusieurs siècles plus tard[Quand ?], un missionnaire norvégien, Hans Egede, entendit parler d’une colonie viking au Groenland. Il demanda alors au roi de Danemark Frédéric IV la permission de tenter de retrouver la colonie perdue et éventuellement établir une mission protestante afin de convertir une population qui, si elle avait survécu, serait sans nul doute catholique. Egede atteignit le Groenland en 1721 et ne trouva nulle trace de populations norvégiennes. Il réorienta alors sa mission sur les populations inuits et devint connu comme « l’apôtre des Inuits », puis nommé évêque du Groenland. Il fonda la capitale actuelle du Groenland, Godthaab, aujourd'hui connue sous le nom de Nuuk, sur la côte sud-ouest de l’île. En 1723, Det Bergenske Grønlandskompani — la compagnie bergenoise du Groenland — reçut une concession exclusive pour le commerce avec le Groenland.
L’organisation des rapports entre le Danemark et la Norvège dans l’union était très complexe. Cependant, les historiens modernes divergent quant à savoir à quel moment de son histoire le Groenland est passé d’une domination norvégienne à une domination danoise. Néanmoins, le Traité de Kiel de 1814 indique que le Groenland est considéré comme ayant été politiquement rattaché à la Norvège : « (…) Le Royaume de Norvège (…) ainsi que ses dépendances, (Groenland, îles Féroé, et Islande non inclus) (…) appartiendront désormais à Sa Majesté le Roi de Suède ». La Norvège n’a jamais reconnu la validité du traité de Kiel.

## Histoire
En 1919, le Danemark réclame l’intégralité du Groenland comme son territoire, avec l’assentiment de la Norvège (Déclaration Ihlen (en)).
En 1921, cependant, le Danemark envisage d’extrader tous les citoyens étrangers du Groenland, créant de ce fait un conflit diplomatique qui dura jusqu’en 1924, lorsque le Danemark accepta que les Norvégiens puissent établir des camps de chasse et de recherche scientifique au nord du parallèle 60° 27′ N.
En juin 1931, Hallvard Devold (en), président de la Compagnie norvégienne de commerce arctique (en), leva les couleurs norvégiennes à Myggbukta (da) ; et le 10 juillet 1931 la publication d’une proclamation royale norvégienne vint réclamer la Terre d’Erik le Rouge comme un territoire norvégien. La Norvège mit en avant que ce territoire était une terra nullius, qu’il ne comptait pas d’habitants permanents et qu’il était principalement fréquenté par les pêcheurs de baleines et les trappeurs norvégiens. La zone en question fut définie comme située entre le Fjord Carlsberg (en) au sud et le Fjord Bessel (en) au nord, entre les latitudes 71°30' et 75°40'N. Bien que ce point ne soit pas précisément explicité dans la proclamation elle-même, la zone semble se limiter à la côte, l’inlandsis du Groenland formant la délimitation ouest. L’inlandsis groenlandais couvrant plus de cinq sixièmes de la superficie totale du Groenland, seule une bande étroite de terre est libre de glace permanente au bord de l’eau.
Le Danemark et la Norvège soumirent leur différend concernant la Terre d’Erik le Rouge à la Cour permanente de justice internationale en 1933. La Cour donna raison au Danemark et la Norvège retira par conséquent ses revendications.